# Candice Huffine
Candice Huffine (Georgetown, Washington D. C., 15 de octubre de 1984) es una modelo estadounidense. Anteriormente una reina de belleza adolescente, firmó su primer contrato como modelo en una campaña en 2000.

## Vida y carrera
Nació en Washington D. C. pero creció en un suburbio de Maryland.
Como modelo de tallas grandes, Candice Huffine es reconocida por reducir las barreras en la industria de la moda. Ha digurado en publicaciones como Vogue Italia, Vogue, W, V, i-D y Glamour. Ha trabajado para nombres como Mert y Marcus y Steven Meisel como también para Carine Roitfeld.
En 2015 se convirtió en la primera modelo de tallas grandes en aparecer en el calendario Pirelli y en 2016 ganó atención internacional por su participación en la campaña de Lane Bryant, #ImNoAngel. Ha desfilado para notables diseñadores como Prabal Gurung, Sophie Theallet y Christian Siriano.